# Zisterzienserinnenabtei Cástris
Die Zisterzienserinnenabtei Cástris (auch: São Bento de Cástris) war von 1274 bis 1890 ein Kloster der Zisterzienserinnen in Malagueira, Stadtgemeinde Évora, in Portugal.

## Geschichte
1274 wurde außerhalb der Mauern von Évora von privat das Zisterzienserinnenkloster São Bento de Cástris („Sankt Benedikt“) gestiftet, das der Aufsicht von Kloster Alcobaça unterstand. Wie alle portugiesischen Klöster nach dem Sieg der Liberalen im Miguelistenkrieg wurde auch die Abtei Castris 1834 für Neuzugänge geschlossen. Die letzte Nonne starb 1890. Die Baulichkeiten aus dem 16. bis 18. Jahrhundert sind erhalten und stehen seit 1922 unter Denkmalschutz. Peugniez lobt sie als „magnifique ensemble“. Seit 2013 findet unter dem Titel „Residência Cisterciense S. Bento de Cástris“ jährlich ein wissenschaftliches Kolloquium zur Erforschung des Klosters und im Weiteren des Zisterzienserordens in Portugal statt, dessen Akten publiziert werden. Die Brasilianische Kongregation der Zisterzienser eruiert derzeit (2017) die Möglichkeit einer Wiederbesiedelung.